# الغاربة (مناخة)

تعديل مصدري - تعديل

الغاربة هي إحدى قرى عزلة متوح بمديرية مناخة التابعة لمحافظة صنعاء، بلغ تعداد سكانها 387 نسمة حسب تعداد اليمن لعام 2004.